# San Diego de la Unión
San Diego de la Unión è un comune dello stato di Guanajuato, nel Messico centrale, il cui capoluogo è l'omonima località.
La popolazione della municipalità è di 113.570 abitanti (2010) e ha un'estensione di 422 km².